# Alice i Underlandet (film, 1972)
Alice i Underlandet (engelska: Alice's Adventures in Wonderland) är en brittisk musikalfilm från 1972 i regi av William Sterling. Filmen är baserad på Lewis Carrolls böcker Alice i Underlandet (1865) och Alice i Spegellandet (1871). I rollerna märks bland andra Michael Hordern, Roy Kinnear, Spike Milligan, Dudley Moore, Ralph Richardson, Peter Sellers och huvudrollen Alice spelas av Fiona Fullerton. Filmen erhöll två BAFTA Awards, för bästa foto och bästa kostym.

## Rollista i urval
- Fiona Fullerton - Alice
- Hywel Bennett - Duckworth
- Michael Crawford - White Rabbit
- Robert Helpmann - Mad Hatter
- Michael Hordern - Mock Turtle
- Michael Jayston - Dodgson
- Davy Kaye - Mouse
- Roy Kinnear - Cheshire Cat
- Spike Milligan - Gryphon
- Dudley Moore - Dormouse
- Dennis Price - King of Hearts
- Ralph Richardson - Caterpillar
- Flora Robson - Queen of Hearts
- Peter Sellers - March Hare
- Rodney Bewes - Knave of Hearts
- Julian Chagrin - Bill the Lizard